# Gmina Malechowo
Die Gmina Malechowo (Gemeinde Malchow) ist eine Landgemeinde in der Woiwodschaft Westpommern in Polen. Sie gehört zum Powiat Sławieński (Schlawer Kreis). Der Verwaltungssitz befindet sich in Malechowo (Malchow).

## Allgemeines
Mit 226,63 km² Gemeindefläche und 6599 Einwohnern verfügt die Gmina Malechowo über eine Bevölkerungsdichte von 29,1 Einwohnern pro km². Sie stellt 11,45 % der Einwohner im Powiat.
Die Landgemeinde gehört zu zwei Postleitzahlgebieten: Ostrowiec = 76-129, Malechowo = 76-142.
Seit dem 1. Januar 1999 gehört sie zur Woiwodschaft Westpommern und war vorher der Woiwodschaft Koszalin zugeordnet.

## Gemeindegliederung
Zur Gemeinde gehören 27 Ortsteile (Schulzenämter), von denen einige weitere kleinere Orte einschließen:
- Bartolino (Bartlin)
- Białęcino (Balenthin), mit Białęciniec (Balenthin (Pachthof))
- Borkowo (Borkow)
- Darskowo (Limbrechtshof)
- Drzeńsko (Drenzig), mit Zalesie (Vogelsang) und  Włodzisław (Lerchenhain)
- Gorzyca (Göritz)
- Grabowo (Martinshagen), mit Uniedrożyn (Oberwende)
- Karwice (Karwitz), mit Karwiczki (Neu Karwitz) und Karw (Karwitzer Mühle)
- Kosierzewo (Kusserow)
- Kusice (Kuhtz), mit Kusiczki (Bartliner Sägemühle und Forsthaus Kuhtz) und Krzekoszewo (Louisenhof)
- Laski (Latzig)
- Lejkowo (Leikow), mit Lejkówko (Leikower Mühle) und Kukułczyn (Neuwelt)
- Malechowo (Malchow)
- Malechówko (Neu Malchow)
- Niemica (Nemitz)
- Ostrowiec (Wusterwitz), mit Nowy Żytnik (Neue Mühle)
- Paprotki (Neu Parpart)
- Paproty (Parpart)
- Pękanino (Pankin), mit Kawno (Kaunow)
- Podgórki (Deutsch Puddiger), mit Uniesław (Felixhof)
- Przystawy (Pirbstow), mit Pięćmiechowo (Badelhörne)
- Sęczkowo (Erlenhof), mit Miłomyśl (Karlsau)
- Sulechowo (Groß Soltikow)
- Sulechówko (Klein Soltikow), mit Witosław (Adolphium)
- Święcianowo (Wiesenthal)
- Zielenica (Söllnitz)
- Żegocino (Segenthin)

Im Gemeindegebiet liegt ferner der Wohnplatz Baniewo (Banow).

## Verkehr
Malechowo liegt an der Europastraße 28, hier im Verlauf der Landesstraße 6  (ehemalige Reichsstraße 2). Das Gemeindegebiet wird auch von der Woiwodschaftsstraße 205 berührt, und zwar im Osten in der Ortschaft Ostrowiec (Wusterwitz).
Einzige Bahnstation der Gemeinde Malechowo ist Karwice (Karwitz) an der Bahnstrecke Stargard Szczeciński–Gdańsk.